# Lombard-effekten
Lombard-effekten er den ubevidste tilbøjelighed hos mennesker til at tale højere i et støjfyldt miljø. Den højere tale omfatter ikke kun en øget lydstyrke, men også andre akustiske træk som f.eks. tonehøjde, talehastighed og stavelsernes længde. Denne kompenserende effekt resulterer i en stigning i forholdet mellem signal og støj, hvilket derfor gør talen mere forståelig.
Lombard-effekten knytter sig til behovet for effektiv kommunikation, idet der er en reduceret effekt ved gentagne ord, hvor forståelighed ikke er vigtig. Da Lombard-effekten er ubevidst, bruges den som et middel til at opdage folk, der simulerer høretab. Undersøgelser af fugle og aber finder, at Lombard-effekten også forekommer hos dyr.
Lombard-effekten blev opdaget i 1909 af Étienne Lombard, en fransk otolaryngolog.

## Lombard-tale
Lyttere hører tale (Lombard-tale) optaget med baggrundsstøj bedre, end de hører tale (ikke Lombard-tale), der er optaget i stilhed, hvor der endda er foretaget en efterfølgende støjreduktion i optagelsen. Dette skyldes, at forskellen på normal og Lombard-tale omfatter:
- stigning i talens grundfrekvenser
- skift i energi fra lavfrekvente bånd til mellem- eller højfrekvente bånd
- stigning i lydintensitet
- stigning i vokalers længde
- "spectral tilting"
- skift i formant-frekvenser for F1 (hovedsageligt) og F2
- varigheden af indholdsord forlænges i større grad i støj end funktionsord[11]
- der bruges et stort lungevolumen[12]
- større ansigtsbevægelser, skønt disse ikke hjælper så meget som ændringer[13]

Lombard-effekten opstår også efter laryngektomi, når folk, der følger taleterapi snakker med spiserørstale.

## Mekanismer
En person kan korrigere sin tale både ved ubevidst at høre sig selv (auditiv feedback) og indirekte ud fra hvor godt en lytter kan forstå vedkommende. Begge processer er involveret i Lombard-effekten.

### Auditiv feedback
Den talende kan regulere sin stemme, især amplituden i forhold til baggrundsstøjen, med auditiv feedback, det vil sige ved at høre sin egen stemme. Auditiv feedback er kendt for at have betydning for evnen til at tale, idet det er vist at døvhed påvirker evnen hos mennesker til at tale og hos fugle til at synge. Der er blevet fundet neurale netværk i hjernestammen, der muliggør denne ubevidste regulering af stemmen.

### Observation af den lyttende
Den talende kan regulere sin stemme på det bevidste plan, idet vedkommende observerer den lyttendes evne til at opfatte det talte. I denne situation bruger den talende sine tidligere erfaringer i støjfyldte omgivelser til at justere sin stemme, for at skabe en effektiv kommunikation. Lombard-effekten har vist sig at være størst på de ord, der er vigtige for lytteren at forstå, hvilket antyder, at sådanne bevidste justeringer er vigtige.

### Udvikling fra barn til voksen
Begge disse ovennævnte processer findes hos børn. Der er dog en udvikling fra at Lombard-effekten er knyttet til auditiv feedback hos små børn til at være knyttet til forståelsen for den lyttende hos voksne.

## Korsang
Korsangere oplever reduceret feedback af deres egen stemme grundet lyden fra de andre sangere. Dette resulterer i en tilbøjelighed til, at folk i kor synger højere med mindre de kontrolleres af en dirigent. Trænede solister kan kontrollere denne effekt, men en undersøgelse tyder på, at de efter en koncert måske taler højere i støjende omgivelser, fx til festen efter koncerten.
Lombard-effekten optræder også hos dem, der spiller instrumenter som guitar.

## Dyrelyde
Menneskelig støjforurening har vist sig at have indflydelse på dyrelyde. Eksperimentelt er Lombard-effekten også fundet hos:
- Undulater
- Kanariefugle
- Katte
- Kyllinger
- Hvidørede silkeaber
- Paryksilkeaber
- Japansk vagtel
- Nattergale
- Rhesusaber
- Dødningehovedaber
- Zebrafinker
- Hvidhvaler
- Flagermusen Phyllostomus discolor